# 布萊克利鎮區 (堪薩斯州吉里縣)
布萊克利鎮區（英語：Blakely Township）為美國堪薩斯州吉里縣轄下的鎮區。2010年美国人口普查中此鎮區人口有101人。

## 地理
布萊克利鎮區涵蓋總面積為93.0平方（35.89平方英里），其中陸地面積為92.4平方（35.68平方英里），水域面積為0.54平方（0.21平方英里）或0.59%。海拔高度400（1,300英尺）。

## 人口統計
根據2010年美國人口普查，布萊克利鎮區人口有101人，其中男性有47人，女性有54人，人口密度為每平方公里1.09人，住房計50戶。鎮區內的白人有94人，非裔美國人有2人，美洲原住民有3人，亞裔美國人有1人，太平洋島裔美國人有0人，其他種族有1人，混血種族則有0人。此外鎮區內有6人為西班牙裔或拉丁裔美國人。此鎮區之年齡中位數為45.6歲，而男性年齡中位數為47.3歲，女性年齡中位數為44.5歲。